# Oltul Mijlociu - Cibin - Hârtibaciu
Oltul Mijlociu - Cibin - Hârtibaciu este o arie protejată (arie specială de conservare — SAC, sit de importanță comunitară — SCI) din România, desemnată în scopul protejării biodiversității și menținerii într-o stare de conservare favorabilă a florei spontane și faunei sălbatice, precum și a habitatelor naturale de interes comunitar aflate în arealul zonei de protecție. Aceasta se întinde în partea sudică a Transilvaniei, pe teritoriile administrative ale județelor Sibiu, Brașov și Vâlcea.

## Localizare
Aria protejată este situată în vestul județului Brașov (pe teritoriile administrative ale comunelor Voila, Beclean, Mândra și orașului Făgăraș); sud-estul județului Sibiu (pe teritoriile orașelor Avrig, Cisnădie și Tălmaciu și al comunelor Alțâna, Bârghiș, Boița, Marpod, Nocrich, Racovița, Roșia, Sadu, Șelimbăr și Turnu Roșu și în nordul județului Vâlcea, pe teritoriul comunei Câineni. 
Situl este străbătut de drumul național DN1 care leagă municipiul Brașov de Sibiu.

## Înființare
Aria naturală a fost declarată sit de importanță comunitară prin Ordinul Ministerului Mediului și Dezvoltării Durabile Nr.1964 din 13 decembrie 2007 (privind instituirea regimului de arie naturală protejată a siturilor de importanță comunitară, ca parte integrantă a rețelei ecologice europene Natura 2000 în România) și se întinde pe o suprafață de 2.910,5 hectare (râuri, lacuri, mlaștini, turbării, pajiști naturale, pășuni, păduri de foioase, păduri în amestec și păduri în tranziție). Situl a fost protejat și ca arie specială de conservare în mai 2022

## Biodiversitate
Oltul Mijlociu - Cibin - Hârtibaciu reprezintă o arie naturală (încadrată în  bioregiune alpină și continentală aflată la poalele Munților Făgăraș, pe valea Oltului) ce conservă habitate naturale de tip: Păduri de fag de tip Luzulo-Fagetum și Tufărișuri alpine și boreale; și protejază o gamă faunistică variată.

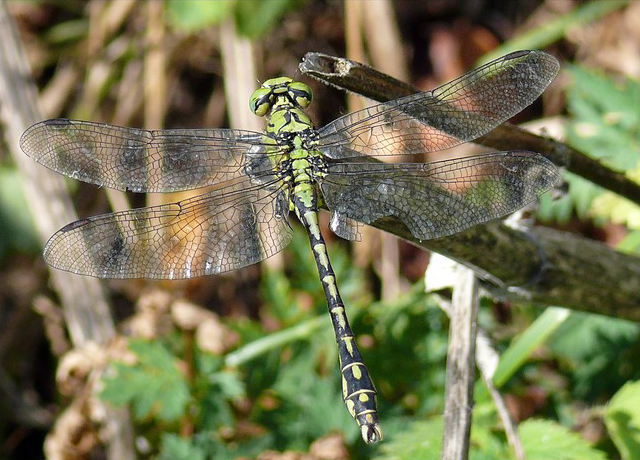
Libelulă (Ophiogomphus cecilia)

La baza desemnării sitului se află câteva specii faunistice enumerate în anexa I-a a Directivei Consiliului European 92/43/CE din 21 mai 1992 (privind conservarea habitatelor naturale și a speciilor de faună și floră sălbatică), printre care: două specii de mamifere:  vidra de râu (Lutra lutra) și brebul (Castor fiber); zece specii de pești: avat (Aspius aspius), mreană vânătă (Barbus meridionalis), zvârlugă (Cobitis taenia), porcușorul de vad (Gobio uranoscopus), boarța (Rhodeus sericeus amarus), dunăriță (Sabanejewia aurata), fusar (cu specii de Zingel streber și Zingel zingel), petroc (Gobio kessleri) și sabiță (Pelecus cultratus); tritonul cu creastă (un amfibian din specia Triturus cristatus) și broasca țestoasă de baltă (Emys orbicularis); o scoică din specia Unio crassus (scoică-mică-de-râu, specie considerată cu risc ridicat de dispariție în sălbăticie și inclusă în lista roșie a IUCN); două gastropode: melcul cu cârlig (Anisus vorticulus) și melcul cerenat bănățean (Chilostoma banaticum); precum și o libelulă din specia Ophiogomphus cecilia.

## Căi de acces
- Drumul național DN1 pe ruta: Brașov - Codlea - Făgăraș - Viștea - Avrig.

## Monumente și atracții turistice
În vecinătatea sitului se află numeroase obiective de interes istoric, cultural și turistic; astfel:

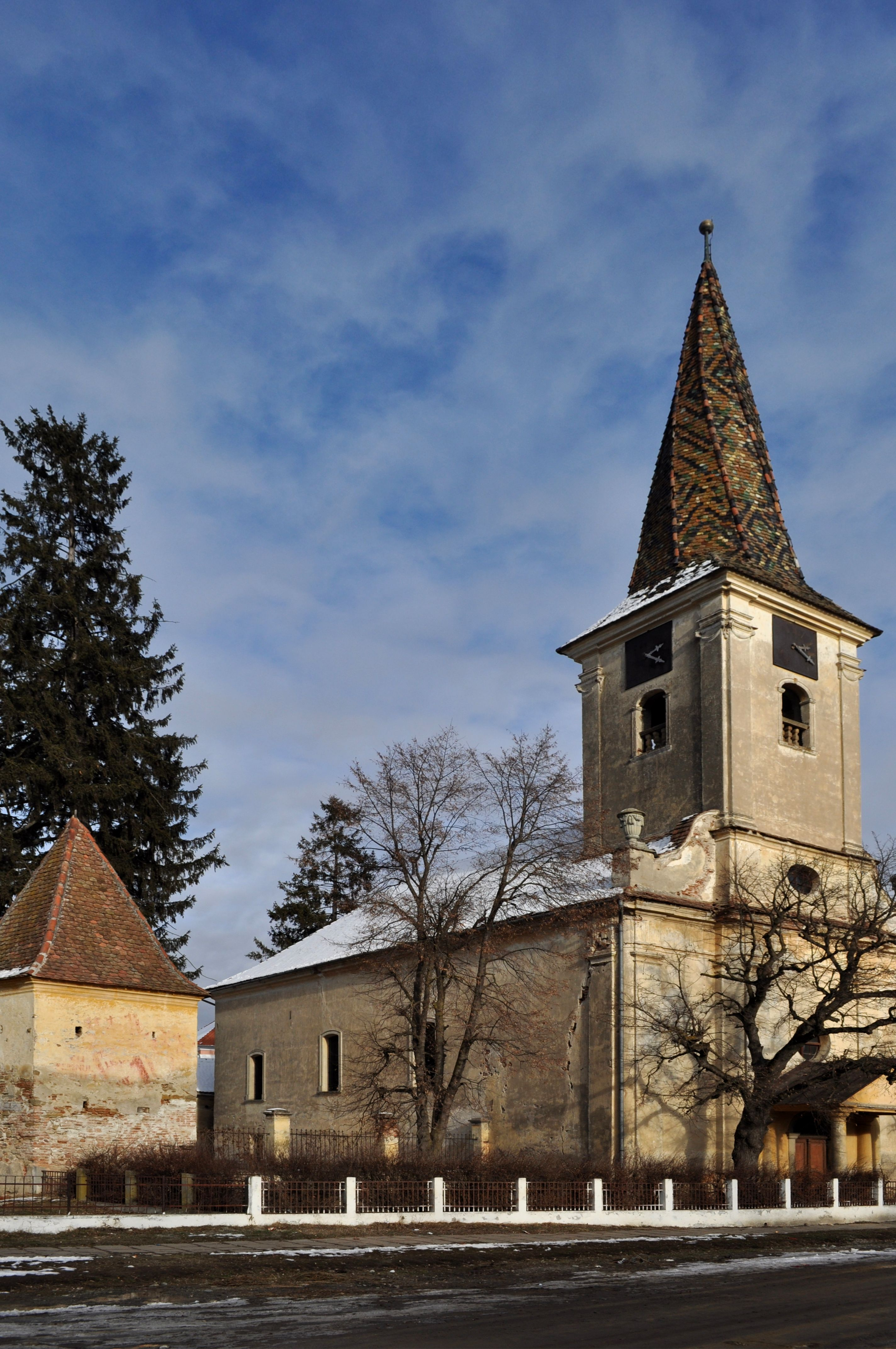
Biserica fortificată din Nocrich

- Biserica Evanghelică-Lutherană din Avrig (construită în 1270–1280 și fortificată în secolul XVI), monument istoric.
- Biserica ortodoxă "Duminica Floriilor" din Avrig, cu picturi murale (construită în 1762) și pictată de Frații Ionașcu și Pana (monument istoric).
- Biserica fortificată din Alțâna, construcție sec. XIII-XIX, monument istoric.
- Biserica evanghelică din Apoș, construcție sec. XV-XVIII, monument istoric.
- Ansamblul bisericii evanghelice fortificate din Cisnădie (Biserica evanghelică, incintă fortificată interioară, incintă fortificată exterioară, cu turnuri, bastioane, capelă, zwinger, casă parohială), construcție sec. XIII-XVIII, monument istoric.
- Ansamblul bisericii "Sf. Mihail" din Cisnădioara (Biserica romanică "Sf. Mihail", incintă fortificată și turn exterior), construcție sec. XII - XIII, monument istoric.
- Biserica fortificată din Marpod, construcție sec. XIII - XVI, monument istoric.
- Biserica Sfântul Nicolae din Mohu, construcție 1782-1785, monument istoric.
- Ansamblul bisericii evanghelice fortificate (Biserica evanghelică, casă parohială și incintă fortificată), construcție sec. XV - XIX, monument istoric.
- Biserica "Sf. Vasile" din Nocrich, construcție 1832, monument istoric.
- Ansamblul bisericii evanghelice fortificate din Nou (Biserica evanghelică și incintă fortificată), construcție mijl. sec. XIII -sec. XVI, monument istoric.
- Biserica de lemn "Adormirea Maicii Domnului" din Sadu, construcție secolul al XVIII-lea, monument istoric.
- Ansamblul bisericii evanghelice fortificate din Netuș, construcție sec. XV - XIX, monument istoric.
- Biserica "Botezul Domnului" din satul Săcădate, construcție 1794, 1871, monument istoric.
- Biserica "Adormirea Maicii Domnului" din Sebeșu de Jos, construcție 1823-1830, monument istoric.
- Castelul Brukenthal, construcție în stil baroc (1750 - 1800), ca reședință de vară a baronului Samuel von Brukenthal, guvernatorul Transilvaniei.
- Cetatea Făgărașului construită la sfârșitul secolului al XIV-lea (pe locul unei cetăți de pământ din secolul al XII-lea), transformată în castel fortificat în secolul al XVI-lea, devenind reședință princiară din secolul al XVII-lea. Astăzi cetatea adăpostește Muzeul „Țării Făgărașului” și Biblioteca Municipală Făgăraș.
- Ansamblul bisericii evanghelice fortificate din Cincșor (Biserica evanghelică fortificată, incintă fortificată cu trei turnuri și turn de poartă, zwinger cu intrare fortificată și turn), construcție sec. XIII - XIX, monument istoric.
- Biserica "Cuvioasa Paraschiva" din satul Greblești, construcție 1793-1797, monument istoric.
- Fortificația medievală de la Avrig-Racovița.
- Rezervațiile naturale: Calcarele cu hippuriți de la Cisnădioara, Calcarele eocene de la Turnu Roșu - Porcești, Avenul Piciorul Boului și Șuvara Sașilor.